# Канаш
Канаш (рус. Канаш) град је у Русији у Чувашији. Административно је средиште Канашког округа. Налази се 76 километара северно од главног града Чувашије, Чебоксарија.
Основан је 1891. године. Између 1891. и 1925. звао се Шихрани (на руском: Шихраны).
Према попису становништва из 2010. у граду је живело 45.608 становника.

## Становништво
Према прелиминарним подацима са пописа, у граду је 2010. живело 45.608 становника, 4.985 (9,85%) мање него 2002.
| 1939.  | 1959.  | 1970.  | 1979.  | 1989.  | 2002.  | 2010.  |
| ------ | ------ | ------ | ------ | ------ | ------ | ------ |
| 18.756 | 33.638 | 40.682 | 46.923 | 54.585 | 50.593 | 45.607 |